# Aphiloscia victoriana
Aphiloscia victoriana is een pissebed uit de familie Philosciidae. De wetenschappelijke naam van de soort is voor het eerst geldig gepubliceerd in 1985 door Ferrara & Taiti.